# Ŭnjŏng-guyŏk
Ŭnjŏng-guyŏk ist einer der 18 Stadtbezirke Pjöngjangs, der Hauptstadt Nordkoreas. Der Bezirk befindet sich nordöstlich der Innenstadt und grenzt im Süden und im Westen an den Bezirk Ryongsŏng-guyŏk.
Ŭnjŏng wurde zunächst als den Städten P’yŏngsŏng und Pjöngjang zugehöriger Landkreis gegründet. 1996 wurde der Landkreis als ein Pjöngjanger Bezirk eingerichtet.
Koordinaten: 39° 12′ 6″ N, 125° 50′ 51″ O